# Énguel-Iurt
Énguel-Iurt (en rus: Энгель-Юрт) és un poble de la república de Txetxènia, a Rússia, segons el cens del 2022 tenia 6.117 habitants.